# Wągniki (powiat elbląski)
Wągniki – wieś w Polsce, położona w województwie warmińsko-mazurskim, w powiecie elbląskim, w gminie Pasłęk.
| SIMC    | Nazwa  | Rodzaj     |
| ------- | ------ | ---------- |
| 1062084 | Bukowa | przysiółek |

W latach 1975–1998 miejscowość administracyjnie należała do województwa elbląskiego.
W miejscowości brak zabudowy.